# Азаров Артем В'ячеславович
Артем В'ячеславович Азаров (псевдо «Художник»; 2 листопада 1995, м. Харків — 5 березня 2022, м. Харків) — український художник, боксер, громадський активіст та військовик, доброволець підрозділу «Фрайкор».

## Життєпис
Народився 2 листопада 1995 року в місті Харків. У 2000—2007 роках навчався в Мереф'янській ЗОШ № 2, у 2007—2010 роках — у Мереф'янському ліцеї № 5.
З 2009 року займався боксом. Був призером чемпіонатів Харківської області серед дорослих та здобував перемоги у регіональних турнірах.
У 2014—2018 роках закінчив Харківське державне художнє училище (спеціальність — живопис).
З 2018 року навчався в Харківській державній академії дизайну та мистецтв (станковий живопис). Коли розпочалося широкомасштабного вторгнення, навчався на 4 курсі.
Брав участь у створенні та діяльності ВПО «Фрайкор».
З 2017 року здійснив 6 бойових ротацій у зону АТО/ООС. Брав участь у боях у районі населених пунктів Первомайське, Невельське, Піски Донецької області.
Загинув 5 березня 2022 року від мінометних обстрілів в боях під Харковом, обороняючи місто від російських окупаційних військ. Похований на Шевченківському цвинтарі в місті Мерефа.

## Творчість
Твори Артема презентувалися на різноманітних мистецьких виставках, зокрема:
- 13.10.20 — «Національна героїчна спадщина України. До Дня захисника України» — м. Харків, Бібліотека ім. Чехова;
- 6.11.20 — Галерея «Дюрер» — м. Харків;
- 25.11.20 — Кіровоградський обласний художній музей — м. Кропивницький;
- 10.11.21 — Косівський музей Гуцульщини м. Косів;
- 18.03.21 — Харківський обласний організаційно — методичний центр культури і мистецтв;
- 15.04.21 — Національна героїчна спадщина України. До 103-ї річниці Дня соборності України. Галерея Дюрер — м. Харків;
- 06.04.21 — Військова частина 3017 Національної гвардії України імені Петра Болбочана;
- 24-26.07.21 — Фестиваль «Під Покровом Тризуба» — м. Боярка;
- 24.07.21 — Музей етнографії та екології карпатського краю — м. Яремче;
- 18.08.21 — «Національна героїчна спадщина України. До 30-річчя відновлення незалежності України» — Національний музей народного мистецтва Гуцульщини та Покуття імені Й. Кобринського — м. Коломия;
- 19.10.21 — «Національна героїчна спадщина України. До 104-ї річниці Листопадового чину» — Івано-Франківський обласний музей визвольної боротьби імені Степана Бандери;
- 21.01.22 — «Національна героїчна спадщина України. До 104-ї річниці Дня Соборності України» — Львівський історичний музей.
- 02-23.03.2023 — «Ukrainian Art in Italy» — Centro Culturale Altinate San Gaetano di Padova (Культурний центр Альтінате Сан-Гаетано в Падуї, Італія)
- 09-24.03.2023 — «ART WINS the WAR» — Національний університет «Львівська політехніка», м. Львів
- 01.04.2023 — персональна виставка Артема Азарова — Національна юридична академія ім. Ярослава Мудрого.[5][6]
- 17.07.2023 — персональна виставка "Exhibition by Artem Azarov by invitation of the Allianz Art Collection" - Мюнхен, Німеччина.
- 27.10.2023 — персональна виставка "TAPYBOS PARODA VEIKSMO MENAS" - SAVICKO PAVEIKSLU GALERIJOJE, Вільнюс, Литва.
- 21.11.2023 — "МИСТЕЦТВО ПРОТИ НАСИЛЬСТВА VITAWORLD 2023". У замку Меленьяно, Імператорський зал VITAWORLD і Casa Delle Artiste у співпраці з Департаментом рівних можливостей столичного міста Меленьяно (Італія) з нагоди Міжнародного дня боротьби з насильством щодо жінок.
- 07.12.2023 — "Ukrainian Art in the EU: Childhood Reconstruction" PL. DU LUXEMBOURG, BRUSSELS. У Брюсселі, у приміщенні Українського хабу, виставка сучасного Українського мистецтва в ЄС. An exhibition of contemporary Ukrainian art in the EU in Brussels on the premises of the Ukrainian Hub.
- 10.01-20.02.2024 — персональна виставка "Artemas Azarovas "VEIKSMO MENAS"", Utenos kraštotyros muziejuje, Lietuva.